# José Martí
José Julián Martí Pérez (spansk udtale: [hroˈse maɾˈti]) (født 28. januar 1853, død 19. maj 1895) var cubansk digter, essayist, journalist, oversætter og professor, der betragtes som en nationalhelt og en vigtig figur i latinamerikansk litteratur. Han var meget politisk aktiv og anses for at være en vigtig revolutionær filosof og politisk teoretiker. Gennem sit forfatterskab og sine politiske aktiviteter blev han et symbol på Cubas bud på uafhængighed mod Spanien i det 19. århundrede og omtales som "apostlen for den cubanske uafhængighed." Fra ungdomsårene dedikerede han sit liv til fremme af frihed, politisk uafhængighed for Cuba og intellektuel uafhængighed for alle spanske amerikanere Hans død blev brugt som et råb om cubansk uafhængighed fra Spanien af både de cubanske revolutionære og de cubanere, der tidligere var tilbageholdende med at starte en oprør. 
Han blev født i Havana og begyndte sine politiske aktiviteter i en tidlig alder. Han rejste meget i Spanien, Latinamerika og USA og skabte opmærksomhed og støtte til cubansk uafhængighed. Hans forening af det cubanske emigrantsamfund, især i Florida, var afgørende for succes for den cubanske uafhængighedskrig mod Spanien. Han var en nøglefigur i planlægningen og gennemførelsen af denne krig såvel som designeren af det cubanske revolutionære parti og dets ideologi. Han døde under slaget ved Dos Ríos den 19. maj 1895. 
Martí betragtes som en af de vigtigste store latinamerikanske intellektuelle omkring århundredeskiftet. Hans  skrevne værker inkluderer en række digte, essays, breve, foredrag, romaner og et børneblad . Han skrev for adskillige latinamerikanske og amerikanske aviser. Han grundlagde også selv en række aviser. Hans avis Patria var et vigtigt instrument i kampagnen for cubansk uafhængighed. Efter hans død blev en af hans digte fra bogen, Versos Sencillos (Simple Verses) tilpasset til sangen "Guantanamera", der er ikke alene er blevet den mest hørte patriotiske sang i Cuba, men også fandt vej til selv vestlige hitlister.
Begreberne frihed og demokrati er fremtrædende temaer i alle hans værker, der havde indflydelse på den nicaraguanske digter Rubén Darío og den chilenske digter Gabriela Mistral.
Tidlig liv - Cuba: 1853–70
José Julián Martí Pérez blev født den 28. januar 1853 i Havana, på Paula Street 41, af spanske forældre, Mariano Martí Navarro og Leonor Pérez Cabrera. Martí var den ældste bror til syv søstre. Da han var fire, flyttede hans familie fra Cuba til Valencia, Spanien, men to år senere vendte de tilbage til øen, hvor de indskrev José på en lokal offentlig skole, i Havana, hvor hans far arbejdede som fængselsvagt. 
I 1865 tilmeldte han sig Escuela de Instrucción Primaria Superior Municipal de Varones, der blev ledet af Rafael María de Mendive. Mendive kom til at betyde meget for udviklingen af Martís politiske filosofier. Han var også medvirkende til, at Marí udviklede en stor social og politisk samvittighed. Hans bedste ven, ven Fermín Valdés Domínguez, var søn af en velhavende slaveejende familie. I april samme år, efter at have hørt nyheden om mordet på Abraham Lincoln, udtrykte Martí og andre unge studerende deres sorg over, manden, der havde erklæret afskaffelsen af slaveriet i De Forenede Stater, nu var død. I 1866 trådte Martí ind i Instituto de Segunda Enseñanza, hvor Mendive finansierede hans studier. 
Da tiårs krigen brød ud i Cuba i 1868, dannedes der sammenslutninger af tilhængere af den cubanske nationalistiske sag overalt i Cuba, og José og hans ven Fermín sluttede sig til dem. Martí havde tidligt haft et stort ønske om Cubas uafhængighed og frihed. Han begyndte at skrive digte om denne vision, mens han samtidig forsøgte at gøre noget for at nå sin drøm. I 1869 offentliggjorde han sine første politiske skrifter i avisen El Diablo Cojuelo, udgivet af Fermín Valdés Domínguez. Samme år udgav han "Abdala", et patriotisk drama i versform i avisen La Patria Libre, som han selv udgav. "Abdala" handler om et fiktivt land kaldet Nubia, der kæmper for selvstændighed. Hans "10de Octubre", der senere blev et af hans mest berømte digte, blev også skrevet i løbet af året og blev offentliggjort senere i hans skoleavis. 

I marts samme år lukkede koloniale myndigheder skolen og afbrød Martís studier. Han kom således i en tidlig alder til at mærke det spanske herredømme i sit fødeland. Samtidig udviklede han et stort had mod det slaveri, som stadig blev praktiseret i Cuba. 
Den 21. oktober 1869, 16 år gammel, blev han arresteret og fængslet i det nationale fængsel efter en beskyldning om forræderi og bestikkelse fra den spanske regering efter opdagelsen af et "forsøg-på-overtalelses-" brev, som Martí og Fermín havde skrevet til en ven, da vennen blev soldat i den spanske hær. Mere end fire måneder senere blev Martí kendt skyldig i anklagerne og blev idømt seks års fængsel. Hans mor forsøgte at frikøbe sin søn (16 år gammel var han endnu mindreårig) ved at skrive breve til regeringen. Hans far gik til en advokatven for at få juridisk støtte, men disse bestræbelser mislykkedes. Martí blev syg i fængslet – hans ben blev ødelagt af de jernkæder, han skulle bære. Dette resulterede i, at han blev overført til Isla de Pinos (en cubansk ø). Senere besluttede de spanske myndigheder at udvise ham til Spanien. I Spanien fik Martí, der nu var 18 år gammel, lov til at fortsætte sine studier, idet man håbede, at studiet i Spanien ville forny hans loyalitet over for Spanien. 
Spanien: 1871–74
I januar 1871 gik Martí ombord på dampskibet Guipuzcoa, der tog ham fra Havana til Cádiz (Spanien). Han bosatte sig i Madrid i et pensionat. Ved ankomsten til hovedstaden kontaktede han Carlos Sauvalle, som var blevet deporteret til Spanien et år før Martí, og hvis hus fungerede som et center for eksilcubanere. Den 24. marts offentliggjorde Cádiz’ avis La Soberania Nacional Martís artikel "Castillo", hvor han berettede om de lidelser en ven, han mødte i fængslet, havde været udsat for. Denne artikel blev senere genoptrykt i Sevilla's La Cuestión Cubana og New Yorks La República. På dette tidspunkt indskrev Martí sig på det juridiske fakultet ved Central University of Madrid. Mens han studerede her, deltog han åbent i diskussioner om det cubanske spørgsmål, debatterede gennem den spanske presse og rundsendte dokumenter, der protesterede mod spanske aktiviteter i Cuba. 
Martí var som fortalt blevet mishandlet af spanierne under sin fængsling først i et politisk fængsel i Cuba og senere fulgte så deportation til Spanien i 1871. Disse oplevelser inspirerede ham til at skrive en folder, der blev offentliggjort i juli. Formålet med denne tryksag var at få den spanske offentlighed til at gøre noget ved dens regerings brutaliteter på Cuba og fremme spørgsmålet om cubansk uafhængighed. I september beskyldte Martí og Sauvalle på siderne i El Jurado Federal avisen La Prensa for at have ombragt cubanske beboere i Madrid. Under sit ophold i Madrid blev Martí syg og måtte opereres. Denne operation betalte Sauvalle for ham. 
Den 27. november 1871 blev otte medicinstuderende, der (uden bevismateriale) var blevet beskyldt for at have spottet en spansk grav, henrettet i Havanna. I juni 1872 blev også Fermín Valdés arresteret på grund af samme hændelse. Hans dom lød på seks års fængsel, og han blev sendt til Spanien for at afsone. Her blev han genforenet med Martí. Den 27. november 1872 udsendte Martí igen en tryksag, ”Dia 27 de Noviembre de 1871”, som han selv havde skrevet, men underskrevet af Fermín Valdés Domínguez og Pedro J. de la Torre. En gruppe cubanere afholdt en pseudobegravelse i Caballero de Gracia kirke, for at mindes ét års dagen for henrettelsen af de medicinstuderende. 
I 1873 blev Martís "A mis Hermanos Muertos el 27 de Noviembre" udgivet af Fermín Valdés. I februar dukkede det cubanske flag for første gang op i Madrid. Det hang ud fra Martís balkon i Concepción Jerónima, hvor han boede i et par år. I samme måned proklamerede Cortes af den første spanske republik (11. februar 1873). Heri hed det bl.a., at Cuba og Spanien var uadskillelige. Det bevirkede, at Martí skrev et essay, ”Den spanske republik og den cubanske revolution” og sendte det til premierministeren. I skriftet pegede han på, at såfremt Spanien nu havde en republik baseret på demokrati, var det hyklerisk, hvis man ikke samtidig gav Cuba sin uafhængighed. Han sendte eksemplarer af sit skrift til Nestor Ponce de Leon, som var medlem af det centrale revolutionære udvalg i New York. Han gjorde det klart for alle, at han nu ville vie sit liv til kampen for Cubas uafhængighed. 
I maj flyttede han til Zaragoza, ledsaget af Fermín Valdés for at fortsætte sine jurastudier på Universidad Literaria. Avisen La Cuestión Cubana fra Sevilla offentliggjorde nu adskillige artikler af Martí. 
I juni 1874 tog Martí en universitetsgrad i civilret. I august tilmeldte han sig som ekstern studerende på Facultad de Filosofia y Letras de Zaragoza, hvor han afsluttede sin eksamen i oktober. I november vendte han tilbage til Madrid og tog derefter til Paris. Her mødte han bl.a. digteren Auguste Vacquerie og den verdenskendte forfatter Victor Hugo (bl.a. kendt for ”Les Miserables”). I december 1874 begav han sig fra Le Havre til Mexico. Martí tog således til Mexico og Guatemala i stedet for at vende tilbage til Cuba. I løbet af disse rejser underviste han og skrev kontinuerligt artikler mm, som alle understregede nødvendigheden af, at Cuba fik sin uafhængighed. 
México og Guatemala: 1875–78
I 1875 boede Martí på Calle Moneda i Mexico City nær Zócalo, en af datidens mest prestigefyldte adresser. En etage over ham boede Manuel Antonio Mercado, sekretær for Distrito Federal , der blev en af Martís bedste venner. Den 2. marts 1875 offentliggjorde han sin første artikel til Vicente Villadas Revista Universal, et bredtfavnende tidsskrift, der behandlede politik, litteratur og handel. Den 12. marts begyndte hans spanske oversættelse af Hugos ”Mes Fils” (”Mine sønner”)(1874) i avisen Revista Universal. Martí blev kort tid efter en del af redaktionen og var nu med til at redigere en sektion af avisen. 
I artikler udtrykte han sine meninger om aktuelle begivenheder i Mexico. Den 27. maj reagerede han i avisen på de anti-cubanske uafhængighedsargumenter, der havde været trykt i La Colonia Vicola, en avis for spanske borgere i Mexico. I december blev han medlem af Sociedad Gorostiza (Gorostiza Society), en gruppe forfattere og kunstnere. Her mødte han sin kommende kone, Carmen Zayas Bazán. Det kom til hyppige møder i hendes fars hus, hvor han mødtes med gruppen Gorostiza. 
Den 1. januar 1876 proklamerede man en ny regering under ledelse af general Porfirio Díaz Plan de Tuxtepec. Det kom til uroligheder, der udviklede sig til en blodig borgerkrig. Martí og mexicanske kolleger oprettede Sociedad Alarcón, sammensat af dramatikere, skuespillere og kritikere. På dette tidspunkt begyndte Martí at samarbejde med avisen El Socialista. I marts foreslog avisen en række kandidater som delegerede, herunder Martí, til den første Congreso Obrero eller arbejdernes kongres. Den 4. juni udpegede La Sociedad Esperanza de Empleados (medarbejderes forening) Martí til delegeret til Congreso Obrero. Den 7. december offentliggjorde Martí sin artikel Alea Jacta Est i avisen El Federalista og kritiserede bittert Porfiristas væbnede angreb på den konstitutionelle regering. Den 16. december offentliggjorde han artiklen "Extranjero", hvori han gentog sin modstand mod Porfiristas. Kort efter sagde han farvel til Mexico. 
I 1877 begyndte Martí at benytte Julián Pérez som pseudonym. Han planlagde nu at flytte sin familie til Mexico City fra Havana. Han vendte dog inden midlertidigt tilbage til Mexico. Han landede i Progreso, hvorfra han via Isla de Mujeres og Belize rejste sydpå til den progressive Guatemala City. Han boede i den velstående forstad til Ciudad Vieja, hjemsted for Guatemalas kunstnere og intellektuelle, på Cuarta Avenida (Fjerde Avenue), 3 km syd for Guatemala City. Mens han var der, fik han fra regeringen til opgave at skrive stykket Patria y Libertad (”Fædreland og frihed”). Han mødte personligt præsidenten, Justo Rufino Barrios, for at tale med ham om dette projekt. Den 22. april offentliggjorde avisen El Progreso hans artikel "Los códigos nuevos" (De nye love) vedrørende den daværende nyligt vedtagne civilret. Den 29. maj blev han udnævnt til leder af instituttet for fransk, engelsk, italiensk og tysk litteratur, historie og filosofi på fakultetet for filosofi og kunst ved Universidad Nacional. Den 25. juli holdt han foredrag til åbningsaften for det litterære samfund 'Sociedad Literaria El Porvenir' i Teatro Colón (den siden omdøbte Teatro Nacional). Her blev han udnævnt til vicepræsident for Samfundet, og erhvervede titel af "el doctor torrente". Martí underviste gratis på Academia de niñas de Centroamérica (”pigernes akademi”). Blandt hvis studerende var den unge María García Granados, datter af den guatemalanske præsident Miguel García Granados.
Da han atter kom til Mexico, mødte han på ny Carmen Zayas Bazán, som han senere giftede sig med.
I 1878 vendte Martí tilbage til Guatemala og udgav sin bog Guatemala, redigeret i Mexico. Den 10. maj døde socialisten María García Granados af lungesygdom; hendes ubesvarede kærlighed til Martí havde svækket hende mærkbart ('la niña de Guatemala, la que se murió de amor' - ’den guatemalanske pige, der døde af kærlighed’). Efter hendes død vendte Martí tilbage til Cuba. Der trak han sig tilbage og underskrev Zanjón-pakten, som sluttede den cubanske tiårs krig. Den fik dog ingen indflydelse på Cubas status som koloni. Han mødte den afro-cubanske revolutionære Juan Gualberto Gómez, som senere skulle blive hans livslange partner i uafhængighedskampen. Han giftede sig med Carmen Zayas Bazán på Havanas Calle Tulipán Street på dette tidspunkt. Nu fordybede han sig i fx For Comité Revolucionario Cubano de Nueva York (Den cubanske komité for revolution, New York). Den 22. november 1878 blev hans søn José Francisco, kendt som "Pepito", født. 
USA og Venezuela: 1880–90
I 1881, efter et kort ophold i New York, rejste Martí til Venezuela og grundlagde i Caracas Revista Venezolana. Tidsskriftet medførte vrede hos Venezuelas diktator, Antonio Guzmán Blanco, og Martí blev tvunget til at vende tilbage til New York. Her sluttede han sig til general Calixto Garcias' cubanske revolutionære udvalg, sammensat af cubanske landflygtige, der gik ind for for uafhængighed. Martí støttede åbent Cubas kamp for frigørelse og arbejdede som journalist for La Nación - Buenos Aires og i adskillige andre mellemamerikanske tidsskrifter. Artiklen "El ajusticiamiento de Guiteau", en beretning om præsident Garfields morders retssag, blev offentliggjort i La Opinion Liberal i 1881 og blev senere valgt til optagelse i The Library of America's antologi om autentisk amerikansk kriminalitet. Derudover skrev Martí digte og oversatte romaner til spansk. Han arbejdede for Appleton og Company og på egen hånd, oversatte og udgav han Helen Hunt Jacksons ”Ramona”. Han var uhyre flittig og skrev fx skuespil, en roman, poesi, udgav et børneblad, La Edad de Oro og en avis, Patria, som blev det officielle organ for det cubanske revolutionære parti. Han fungerede også som konsul for Uruguay, Argentina og Paraguay. I hele dette arbejde forkyndte han ”Cubas uafhængighed” med en sådan entusiasme, at han forøgede antallet af fjender betydeligt. 
Der opstod imidlertid spændinger i det cubanske revolutionære udvalg mellem Martí og hans militære landsmænd. Martí frygtede, at et militært diktatur ville blive oprettet i Cuba ved en evt. uafhængighed. Han frygtede, at den Dominikansk-fødte general Máximo Gómez havde intentioner om at blive diktator i Cuba. Martí vidste, at Cubas uafhængighed krævede tid og omhyggelig planlægning. I sidste ende nægtede Martí at samarbejde med Máximo Gómez og Antonio Maceo Grajales, to cubanske militærledere fra tiårs krigen, da de ville invadere øjeblikkeligt i 1884. Martí vidste, at det var for tidligt at forsøge at vinde Cuba tilbage, og senere begivenheder beviste, at han havde ret.  
USA, Mellemamerika og Vestindien: 1891–94
Den 1. januar 1891 blev Martís essay "Nuestra America" offentliggjort i New Yorks Revista Ilustrada, og den 30. i den samme måned i Mexicos El Partido Liberal. Han deltog også aktivt i Conferencia Monetaria Internacional (Den internationale monetære konference) i New York i denne periode. Den 30. juni ankom hans kone og søn til New York. Efter en kort tid, hvor Carmen Zayas Bazán indså, at Martís dedikation til cubanske uafhængighed overgik det at støtte hans familie, vendte hun tilbage til Havana med sin søn den 27. august. Martí kom aldrig til at se dem igen. Det faktum, at hans kone aldrig delte de overbevisninger, der var centrale i hans liv, var en enorm personlig tragedie for Martí. Han vendte sig som trøst til Carmen Miyares de Mantilla, en venezuelansk kvinde, som drev et pensionat i New York, og han formodes at være far til hendes datter, María Mantilla, der igen var mor til skuespilleren Cesar Romero, der stolt hævdede at være Martís barnebarn. I september blev Martí igen syg. I oktober udgav han sin bog Versos Sencillos . 
Den 26. november blev han inviteret af Club Ignacio Agramonte, en organisation, der blev grundlagt af cubanske immigranter i Ybor City, Tampa, Florida,. Organisationen arbejdede for at samle penge ind til at finansiere kampen for cubansk uafhængighed. Her holdt han et foredrag kendt som "Con Todos, y para el Bien de Todos", som blev trykt i spanske sproglige aviser og tidsskrifter overalt i USA. Den næste aften blev et andet foredrag, "Los Pinos Nuevos", holdt af Martí i en anden Tampa-samling til ære for de medicinstuderende, der blev dræbt i Cuba i 1871. I november malede kunstner Herman Norman et portræt af José Martí.
Den 5. januar 1892 deltog Martí i en genforening af emigrationsrepræsentanterne i Cayo Hueso (Key West), det cubanske samfund, hvor Bases del Partido Revolucionario (grundlaget for det cubanske revolutionære parti) blev vedtaget. Han begyndte processen med at organisere det nyoprettede parti. For at skaffe støtte og indsamle finansiering til uafhængighedsbevægelsen besøgte han tobaksfabrikker, hvor han holdt taler til arbejderne og egagerede dem i sagen. I marts 1892 blev den første udgave af avisen Patria, der var relateret til det cubanske revolutionære parti, offentliggjort, finansieret og redigeret af Martí. I Martís Key West-år var hans sekretær Dolores Castellanos (1870-1948), en cubansk-amerikansk kvinde født i Key West, der også fungerede som præsident for Protectoras de la Patria (cubansk kvindelig politisk klub i støtte til Martí's sag). Martí skrev et digt med titlen til hende, "A Dolores Castellanos". Den 8. april blev han valgt som delegeret for det cubanske revolutionære parti i Tampa og New York. Fra juli til september 1892 rejste han gennem Florida, Washington, Philadelphia, Haiti, Den Dominikanske Republik og Jamaica på en organisationsmission blandt eksil-cubanere. På denne mission holdt Martí adskillige taler og besøgte forskellige tobaksfabrikker. 
I 1893 rejste Martí gennem De Forenede Stater, Mellemamerika og Vestindien og besøgte forskellige cubanske klubber. Hans besøg blev modtaget med en voksende entusiasme og rejste midler til den revolutionære sag. Den 3. juni havde han et interview med Máximo Gómez i Montecristi, Den Dominikanske Republik, hvor de planlagde oprøret. I juli mødtes han med general Antonio Maceo Grajales i San José, Costa Rica.
I 1894 fortsatte han med at rejse midler og organisere den revolutionære bevægelse. Den 27. januar udgav han "A Cuba!" i avisen Patria, hvor han fordømte samarbejde mellem de spanske og amerikanske interesser. I juli besøgte han præsidenten for den mexicanske republik, Porfirio Díaz, og rejste til Veracruz. I august forberedte han og arrangerede den væbnede ekspedition, der skulle starte den cubanske revolution.

## Tilbage til Cuba: 1895
Den 12. januar 1895 stoppede de nordamerikanske myndigheder dampskibet Lagonda og to andre mistænkelige skibe, Amadis og Baracoa i havnen i Florida, og beslaglagde våben. Den 29. januar udarbejdede Martí ordren om opstanden og underskrev den sammen med general José María Rodríguez og Enrique Collazo. Juan Gualberto Gómez blev tildelt opgaven med at forberede krigen for La Habana-provinsen og var i stand til at arbejde for næsen af de relativt ubekymrede spanske myndigheder. Martí besluttede sig for at flytte til Den Dominikanske Republik og her slutte sig til Máximo Gómez og planlægge oprøret. 
Opstanden fandt endelig den 24. februar 1895. En måned senere erklærede Martí og Máximo Gómez manifestet ”de Montecristi”, en "redegørelse for formålene og principperne for den cubanske revolution". Martí havde overtalt Gómez til at lede en ekspedition til Cuba. 
Inden han rejste til Cuba, skrev Martí sin "litterære vilje" den 1. april 1895 og overlod sine personlige papirer og manuskripter til Gonzalo de Quesada med instruktioner om redigering. 
Materialet blev nu ordnet i 6 bind: 1-2: Nordamerika, 3: Spansk Amerika, 4: Nordamerikanske områder, 5: Amerika og 6: Litteratur, uddannelse og kunst. 
Ekspeditionen, der skulle drage mod Cuba og starte oprøret var sammensat af Martí, Gómez, Ángel Guerra, Francisco Borreo, Cesar Salas og Marcos del Rosario, forlod Montecristi den 1. april 1895. På trods af diverse forsinkelser og andet kom de til Cuba. De landede ved Playitas, den 11. april. Da de ankom, kontaktede de cubanske oprørere, som blev ledet af Maceo-brødrene, og begyndte at kæmpe mod spanske tropper. Opstanden gik ikke som planlagt, "hovedsageligt fordi opfordringen til revolution ikke blev modtaget øjeblikkeligt og spontant og ikke fik den nødvendige støtte fra masserne." Den 13. maj nåede ekspeditionen Dos Ríos. Den 19. maj stod Gomez overfor Ximenez de Sandovals tropper og beordrede Martí til at forblive bagvagt, men Martí forlod de cubanske styrker og gik lige mod den spanske linje. 
José Martís død
José Martí blev dræbt i kamp mod spanske tropper den 19. maj 1895 i slaget ved Dos Ríos, nær det sted, hvor floderne Contramaestre og Cauto mødes. Gómez havde indset, at spanierne havde en stærk position mellem nogle palmer, så han beordrede sine mænd til at trække sig tilbage. Martí var derfor alene. Dette fandt sted omkring middagstid, og han var klædt i en sort jakke, mens han red på en hvid hest, hvilket gjorde ham til et let mål for spanierne. Efter at Martí var blevet skudt, red en ung rytter tilbage for at rapportere tabet. spanierne tog Martís lig og begravede det i nærheden. Hans grav blev senere flyttet, så i dag er hans grav på Santa Ifigenia Kirkegård i Santiago de Cuba. Den bevogtes døgnet rundt af to soldater, der står æresvagt. Mange har hævdet, at Maceo og andre altid havde beskyldt Martí for aldrig at have deltaget i en rigtig kamp, hvilket skulle have gjort, at Martí havde følt sig forpligtiget til dette selvmordsangreb.
Martís død var et slag for de cubanske oprørere både inden for og uden for øen, men kampene fortsatte med vekslende succeser og fiaskoer, indtil USA trådte ind i krigen i 1898.
 Der er for få eller ingen kildehenvisninger i denne artikel, hvilket er et problem. Du kan hjælpe ved at angive troværdige kilder til de påstande, som fremføres i artiklen.